# Entrelazados 2 (banda sonora)
Disney entrelazados 2 (banda sonora original) es la banda sonora de la segunda temporada de la serie web homónima, lanzado el 22 de mayo de 2023 por Walt Disney Records.
Contiene tres canciones originales, tres Versiones musicales y cinco piezas de Música incidental.

## Sencillo
- «Ahora»: sencillo lanzado el 11 de mayo de 2023 como promoción de la segunda temporada de Entrelazados, interpretado por Carolina Domenech, Elena Roger, Clara Alonso y El Purre.[4]

## Lista de canciones
| N.º   | Título                                  | Escritor(es)                                   | Duración |  |
| 1.    | «Ahora»                                 | Damián Ferrari,Eduardo Frigerio,Ezequiel Bauza | 4:35     |  |
| 2.    | «Allá voy»                              | José Giménez Zapiola                           | 3:18     |  |
| 3.    | «Contigo en la vida»                    | Federico Vila,Mauro Franceschini Campo         | 2:37     |  |
| 4.    | «Summernigths»                          | Jim Jacobs, Warren Casey                       | 3:43     |  |
| 5.    | «Piano Man»                             | Billy Joel                                     | 5:22     |  |
| 6.    | «De mi»                                 | Carlos Alberto García                          | 2:59     |  |
| 7.    | «Allá voy(dueto)»                       | José Giménez Zapiola                           | 3:23     |  |
| 8.    | «Aterriza en el 22-música incidental»   | Eric Kuschevasky                               | 3:20     |  |
| 9.    | «El cofre-música incidental»            | Eric Kuschevasky                               | 1:25     |  |
| 10.   | «Cronología-música incidental»          | Eric Kuschevasky                               | 2:11     |  |
| 11.   | «No hay solución-música incidental»     | Eric Kuschevasky                               | 1:41     |  |
| 12.   | «Ilución y felicidad-música incidental» | Eric Kuschevasky                               | 1:05     |  |
| 35:44 |                                         |                                                |          |  |

## Historial de lanzamiento
| Región  | Fecha              | Sello               | Formato                     | Ref   |
| ------- | ------------------ | ------------------- | --------------------------- | ----- |
| Mundial | 22 de mayo de 2023 | Walt Disney Records | Descarga digital, streaming | [ 5 ] |